# БМ-24
БМ-24 је вишецевни бацач ракета произведен у Совјетском Савезу. Способан је да испаљује ракете калибра 240 mm из 12 лансирних цеви. Различите верзије система БМ-24 монитране су на 6x6 шасију камиона ЗИЛ-151 и АТ-С артиљеријском трактору, од кога је касније створен модел БМ-24Т. Са производњом је започето у једној фабрици аутомобила 1947. године у Москви.

## Историја развоја
БМ-24 је развијен од стране ГСКБ Министарства одбране ради серијске производње под руководством В. П. Бармина. Прва испитивања су довела до стварања експерименталног модела М-31А (касније М24) која су била спроведена током лета 1950. године. да би 22. марта 1951. године указом Савета Министара Совјетског Савеза №875-441сс био уведен у наоружање Совјетске војске.

## Опис система
Основни задаци борбеног система БМ-24 били су сузбијање и уништавање противничких пунктова, живе силе, утврђења, артиљеријских и минобацачких батерија. У организационом смислу улазио је у састав бригадне артиљерије у оквиру корпуса. У сваком корпусу се налазило по 54 борбена система БМ-24.
БМ-24 био је развијен на бази теретног возила ЗИС-151, на који се постављао артиљеријски део система(лансирни уређај). Саставни елементи овог система су:
1. 12 држача лансирних цеви
2. Кућишта ракета
3. Ротирајућег рама
4. Касете
5. Механизма за балансирање
6. Електронске опреме
7. Нишана
8. Механизма за вертикално усмеравање
9. Механизма за хоризонтално усмеравање

Током испаљивања ракета оне се усмеравају помоћу лансирних цеви које су фиксиране за остатак конструкције. Метална конструкција(кућиште ракета) која се налази на врху представља спој металних елемената који је заварен, чиме је створена пространа конструкција, и чиме су спречени љуљање и осцилације конструкције током лансирања пројектила. Ради боље покретљивости, поседује окретни рам, који је смештен на осцилирајући део.
Уздужном делу носача мотора по површини шасије возила фиксирано је постоље на чијем ротирајућем делу је смештено кућиште у коме се налазе ракете. Механизам за подизање помоћу уређаја у облику шрафа омогућава вертикално подизање ради усмеравања ракета под углом од +10° до +50° и у хоризонталном сектору ±70° при чему се хоризонтални угао навођења може кретати на више од ±25° а вертикално у циљу заштите сектора у распону од 0 до + 50°.
Како би се смањило напрезање приликом руковања механизмом за навођења ракета, ротирајући део је опремљен балансирајућим механизмом који га гура. Хоризонтално навођење момогућено је путем пужног механизма који омогућава ротирање у хоризонталном серу. Паљење барутаног пуњења у ракетном пројектилу омогућава контакт- свећице која прима струју из акумулатора борбеног возила. Струјни имнпулс којим се врши напајање може се активирати из кабине возила, а такође се може активирати и са растојања из неког склоништа, које може бити на удаљености од 80 m од возила. Кабина је у потпуности покривена како би заштитила посаду од спољних утицаја и издувних гасова возила и ракета приликом њиховог лансирања. Како пи се пружила стабилност систему током паљбе, и како би се омогућило растерећење задњег дела, на предњем и задњем крају возила били су постављени стабилизатори за подизање возила.

## Оружје
Квалитет овог оружја заснива се пре свега, на млазном мотору који користе његове ракете. Поред фугасне бојеве главе, по номенклатури оружја за систем БМ-24 користе се ракете са хемијским бојевим главама. Површина коју прекрива када испали један плотун може изнисити и неколико хектара.
| Таблица ТТХ муниције, коју користи БМ-24 |           |                       |                     |                       |                          |                          |                      |                      |                     |
| Ознака                                   | Индекс    | Дужина пројектила, мм | Маса пројектила, кг | Маса бојеве главе, кг | Маса вис. експлозив., кг | Маса барута у мотору, кг | Време рада мотора, с | Максимална даљина, м | бр. ротација у, мин |
| Фугасна бојева глава                     |           |                       |                     |                       |                          |                          |                      |                      |                     |
| М-24Ф                                    | 53-Ф-961  | 1124                  | 112,25              | 60,8                  | 27,4                     | 16,2                     | 0,5..1               | 6 575                | 7 000               |
| М-24ФУД                                  | 53-Ф-961У | 1245                  | 109,0               | 46,5                  | 18,4                     | 23,96                    | 0,9..2,2             | 10 600               | 9 500               |
| МД-24Ф                                   | 3Ф1       | 1684                  | 155,0               | 48,4                  | 19,8                     | 44,3                     | 2,3..4,9             | 17 500               | 15 000              |
| Хемијска бојева глава                    |           |                       |                     |                       |                          |                          |                      |                      |                     |
| МС-24                                    | 3Х1       | 1240                  | 109,0               | 44,3                  | 8,0                      | 16,2                     | 0,5..1,0             | 6 500                | 7 000               |
| МС-24УД                                  |           | 1240                  | 109,0               |                       |                          | 44,3                     | 2,3..4,9             | 16 000               | 15 000              |

## Муниција
Калибар: 240 mm
Тежина:112,5kg
Тежина бојеве главе:46,9 kg
Домет: 11 km

## Модификации
- БМ-24 (8У31) — базиран на шасији ЗИС-151
- БМ-24М (2Б3) — модернизована верзија на шасији ЗИЛ-157.

## Модели развијени по узору на њега
- БМ-24Т — модификација на бази гусеничног трактора АТ-С
- БМ-24П — опитна модификација на бази борбеног транспортера БТР-50
- БМД-24Б — пројекат борбеног возила с могућношћу коришћења како старих ракета М-24, тако и нових МД-24Ф и МБ-24. А развијени су на бази тракторских возила ГТ-Л, АТ-С, а објект 408 на основеу АТ-Т и теретњака ЗИС-375.

## Корисници

### Тренутни корисници
- СССР
- Алжир -30 БМ-24, према подацима из 2012 године.
- Ангола – непозната количина БМ-24, према подацима из 2012 године
- Источна Немачка – 72 система БМ-24, испоручено је из Совјетског Савеза у периоду од 1963. до 1964. године.
- Египат — 48 БМ-24 на чувању, према подацима из 2012. године.
- Израел — 36 БМ-24, према подацима из 2012. године.
- Северна Кореја — 200 јединица БМ-24, испоручено је из Совјетског Савеза у периоду од 1956. до 1959. године.
- Куба - 20 јединица БМ-24, испоручено је из Совјетског Савеза у периоду од 1961. до 1962. године.
- Мозамбик количина и статус непознати.
- Пољска - 50 јединица БМ-24, испоручено је из Совјетског Савеза у периоду од 1961. до 1965. године.
- Сирија - 300 јединица БМ-24, испоручено је из Совјетског Савеза у периоду од 1967. до 1969.
- Сомалија количина и статус непознати.